# تغلى سادات (الريف الغربي)
تغلى سادات (بالفارسية: طغلی سادات) هي منطقة سكنية تقع في إيران في قسم الريف الغربي الريفي. يقدر عدد سكانها بـ 197 نسمة بحسب إحصاء 2016.